# (4408) Zlatá Koruna
(4408) Zlatá Koruna – planetoida z grupy pasa głównego asteroid okrążająca Słońce w ciągu 3 lat i 198 dni w średniej odległości 2,32 j.a. Została odkryta 4 października 1988 roku w Obserwatorium Kleť w pobliżu Czeskich Budziejowic przez Antonína Mrkosa. Nazwa planetoidy pochodzi od czeskiej miejscowości Zlatá Koruna. Przed jej nadaniem planetoida nosiła oznaczenie tymczasowe (4408) 1988 TH2.